# Augustin Bertoletti

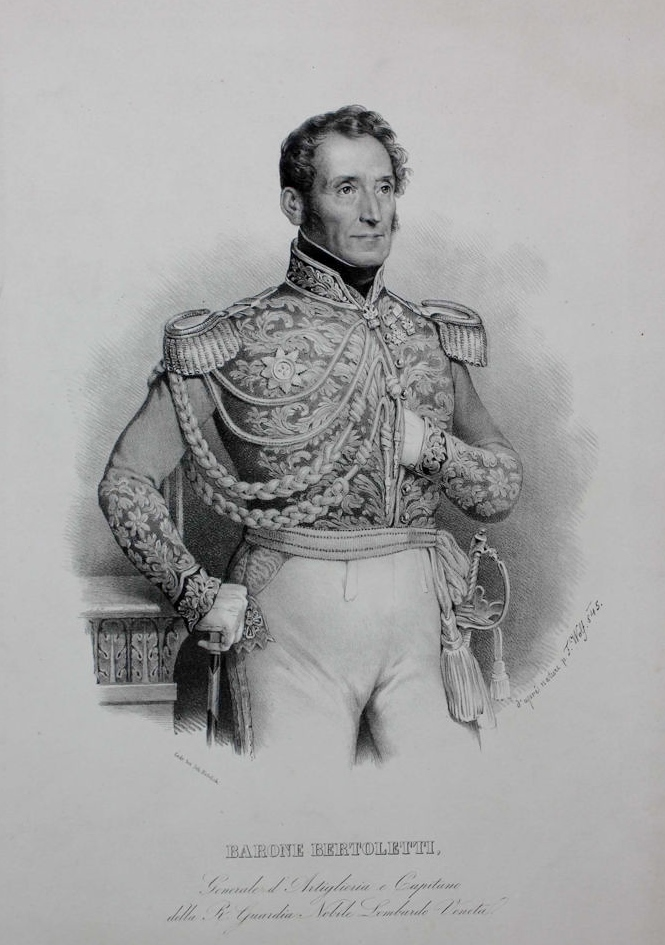
Augustin Bertoletti

Augustin Bertoletti, eigentlich Antoine Marc Augustin Bertoletti (* 28. August 1775 in Mailand; † 6. März 1846 in Wien, Österreich) war ein französischer Général de brigade italienischer Abstammung. 

## Leben
Während der Koalitionskriege diente Bertoletti unter Eugène de Beauharnais, dem Vizekönig von Italien. 
Anschließend betraute man ihn mit der Führung einer Brigade unter dem Befehl von Achille Fontanelli und versetzte ihn später zu Jean-Baptiste Rusca. Als in der Schlacht an der Piave am 8. Mai 1809 Rusca vermisst wurde, trat Bertoletti dessen Nachfolge an. Im selben Jahr noch kämpfte er in der Schlacht bei Wagram und zeichnete er sich mit dieser Brigade in der Schlacht bei Raab aus. 
Während der Kriege in Spanien verteidigte Bertoletti Tarragona gegen die britische Armee unter Befehl von John Murray.
Nach den Koalitionskriegen entsandte Napoleon Bertoletti nach Wien und betraute ihn mit politisch-administrativen Aufgaben. Im Juli 1814 trat er als Generalmajor in die österreichische Armee ein. Dort wurde er 1830 Feldmarschalleutnant und 1845 Feldzeugmeister.
Im Alter von 71 Jahren starb Bertoletti in Wien am 6. März 1846.

## Ehrungen
- Sein Name findet sich auf dem westlichen Pfeiler (37. Spalte) des Triumphbogens auf dem Place Charles-de-Gaulle (Paris).